# リバプール (企業)
リバプール株式会社（英: Liverpool Co., Ltd.）は、日本のコンテンツ企画、制作、販売会社。株式会社コペルの完全子会社。コンテンツ内容はアイドルDVD、映画、アニメーション、携帯コンテンツと多岐にわたる。

## 沿革
- 2003年7月1日 - 東京都品川区大井1丁目に設立。
- 2005年
  - 3月 - 本社を東京都千代田区神田神保町2丁目へ移転。
  - モバイルアイドル情報サイトである「アイドルニッポン!!」のサービスを開始。
- 2007年4月 - 本社を東京都千代田区神田神保町3丁目17番地へ移転
- 2008年4月11日 - 子会社（後の親会社）である株式会社コペルを設立。
- 2010年2月 - ixas鍼灸マッサージ治療院飯田橋院を開院し、ixas鍼灸マッサージ事業に進出。
- 2013年8月 - トムス・エンタテインメントの完全子会社となる。
- 2019年5月 - 本社を東京都中野区中野3丁目31番1号へ移転。
- 2023年4月
  - コペルの完全子会社となる。
  - 本社を東京都千代田区神田神保町3丁目11番地1 安田神保町マンション4階401号室へ移転。

## 販売コンテンツ

### 映画
- 「ピューと吹く!ジャガー THE MOVIE」（原作：うすた京介「ピューと吹く!ジャガー」 2008年1月12日ロードショー 配給:ハピネット）

- 「喧嘩番長劇場版　全国制覇」（2010年3月6日ロードショー）

### DVD

#### アイドルDVD
「アイドルニッポン!!」「WATARU」「DD」レーベルより発売。
あ
- 愛衣「愛衣♡mode」(2009年10月24日)
- アイドルニッポン!!水泳大会～42の谷間～（2008年10月24日）
- アイドルニッポンプレミアムセレクション（2009年10月23日）
- 相川友希
  - 「ゆうきスマイル」（2009年11月21日）
  - 「ゆうきモード」（2009年3月27日）
- 相澤仁美「ボンバーガール」（2008年2月22日）
- 青島あきな
  - 「すっじゃど～」（2008年9月26日）
  - 「みえちょいよ!～全てのチラリズムファンへ～」（2009年1月30日）
- 秋山優「希望のゆうひ」（2008年6月27日）
- 秋山莉奈「Hip Hop チャレンジャー」（2008年3月28日）
- 浅川梨奈
  - 「お待たせしました！」（2018年4月27日）
  - 「アザカワ！」（2018年10月5日）
- 安藤咲桜
  - 「サクラサク!」（2020年6月26日）[1]
  - 「サクライロ!」（2020年12月25日）[2]
- 安藤成子
  - 「扉～tobira～」(2009年2月27日)
  - 「誘惑Girl」(2009年5月29日）
- イジリー岡田プロデュース
  - 「わたしたちの放課後シリーズvol.1 運動場編」（2009年3月27日）
  - 「わたしたちの放課後シリーズvol.2 プール編」（2009年4月24日）
  - 「わたしたちの放課後シリーズvol.3 体育館編」（2009年5月29日）
- いとうあこ「生搾り」（2010年1月29日）
- 伊藤梨沙子「VEIL」（2012年4月27日）
- 岩田華怜「わたかれん ふぁ〜すと」（2016年12月16日）[3]
- 上原美優
  - 「グラビア格差社会〜同情するなら買ってくれ!〜」（2009年3月27日）
  - 「X・Y・Z」（2010年11月26日）
- 臼田あさ美「星の砂」（2008年6月27日）
- 大澤とも
  - 「ルージュ～夢の続き～」（2008年2月22日）
  - 「Dolce（ドルチェ）～新しい世界へ～」(2008年7月25日)
- 大家志津香「ぼくの、MERMAID。独占中！」（2020年4月1日）
- 折山みゆ
  - 「卒業～これからも…」（2010年3月26日）
  - WEEKLY YOUNG JUMP PREMIUM DVD「みゆぽ」（2009年10月29日）

か
- 柏木由紀（AKB48）
  - 「以上、グアムより柏木由紀でしたっ」（2010年2月24日）
  - 「Love Letter」(2010年7月28日)
- 奏木純「マガジンメイト奏木純」（2008年12月19日）
- キャナァーリ倶楽部
  - 「元気だ！水着だ！サイパンだ！」（2008年7月25日）
  - 「初めてのサイパンひとりじめ！」（2008年7月25日）
- 京本有加
  - 「捕われUMA」（2008年9月26日）
  - 「片鱗」（2008年12月19日）
- 葛岡碧「碧色COLORS」(2008年10月24日)
- 小池唯
  - ヤングマガジンDVD「Yui's Collection 唯コレ」（2009年4月23日）
  - 「マガジンメイト小池唯」（2008年12月19日）
- 小泉瑠美
  - 「お姫様の休日」（2009年1月30日）
  - 「天使と小悪魔メイド」（2009年6月12日）
- 小阪由佳「恋旅」（2008年2月22日）
- 小林さり「Sari's Challenge さりチャレ↑」（2010年7月17日）
- 小松彩夏「DREAM NOTE」(2008年4月25日)
- 小松菜都「NATSUに夢中」(2010年11月26日)

さ
- 桜庭ななみ「N・P」（2009年9月25日）※コンビニエンスストア限定発売
- 佐々木希　WEEKLY YOUNG JUMP PREMIUM DVD 「nozomi」(2009年7月24日)
- 佐藤佳穂 「YOURS」 （2021年 7月16日）
- さゆり
  - 「接吻～くちづけ～」（2008年6月27日）
  - 「夏の妖精」（2008年9月26日）
- 澤山璃奈「Waltz for Rina」（2008年7月25日）
- G☆ガールズ「ベレー帽に愛を込めて…」（2009年9月25日）
- 鹿谷弥生
  - 「やよいのYAH!」(2008年5月23日)
  - 「やよいとButterflyとあなた」（2008年8月29日）
- 志村理佳 「振り返るな！」（2018年4月27日）
- 白鳥百合子「輝きながら」（2008年8月29日）
- 杉原杏璃「透覗〜see through mode〜」(2009年6月9日）
- 鈴木咲
  - 「咲のいる部屋」（2009年2月27日）
  - 「Oh! my sister」(2009年7月24日)
- 鈴木凛「Ring」(2008年4月23日)
- 芹那
  - 「せりんこ。～天使のスケッチ～」（2009年4月23日）
  - 「教えて上げる♥」（2010年7月23日）

た
- 高垣麗子「Reiko」(2008年10月24日)
- 高城亜樹（AKB48）
  - 「あきちゃと帰ろー」（2010年10月29日）
  - 「わんだーらんど」（2011年3月30日）
- 高部あい
  - 「天使のkiss♪」（2008年8月29日）
  - 「ai-land」（2008年9月26日）
- 田代さやか
  - 「stand in」(2008年8月29日)
  - 「いじりいじられ　ぬり…濡られ…」（2008年12月19日）
  - 「ギフト」（2009年4月24日）
- 辰巳奈都子
  - 「Treasure」(2009年10月23日)
  - 「JUICY！」（2008年8月29日）
- 辰巳奈都子＆大友さゆり「Caffe Latte」（2008年2月22日）
- 辰巳奈都子＆青島あきな「PLEASE×3～小悪魔なっちゃん＆マンゴー乳青島編～」（2009年10月23日）
- 谷桃子
  - 「監視願望」（2008年9月26日）
  - 「ドリームスケッチ」（2008年12月19日）

な
- 中川美樹　ヤングマガジンDVD 中川美樹「覗恋～しれん～」（2009年2月23日）
- 中島愛里
  - 「愛里の温度」（2010年1月29日）
  - ヤングマガジンDVD「JK♥卒業」（2009年6月15日）
- 中村静香
  - 「しずリンピック」（2008年3月28日）
  - 「静かな視線」（2009年12月18日）
  - 「History」（2009年8月28日）
- 長尾麻由「いけないボインさん」（2009年2月27日）
- 長野せりな「せりな図鑑」（2010年7月23日）
- 中山恵「漂流物語」（2009年6月27日）
- 仲里依紗「Riisa films」(2010年1月29日)
- 夏垣佳奈「なつがきたかな？」（2010年8月20日）
- 七瀬あずみ
  - 「あずミラクル」（2008年1月25日）
  - 「あずBefore」(2008年7月25日)
  - 「あずの妹喫茶」（2008年10月24日）
- 仁藤みさき「こんな胸はいかがですか？」（2010年8月27日）

は
- 橋本楓
  - 「Pretty!～2ndめーぷる～」（2010年2月26日）
  - 「Start!～1stめーぷる～」（2009年11月27日）
- バネッサ「グラビア宣教師日本上陸!!」（2010年5月28日）
- 原幹恵
  - 「きらりきられて」（2009年4月24日）
  - 「キャバクラへGO！～No.1嬢　原幹恵～」（2010年10月21日）
- 春野恵「この巨乳の子はいったいだれなんでしょうねぇ。」（2009年10月23日）
- 林未紀
  - 「恋愛模様」（2009年1月30日）
  - 「colorful」(2009年6月12日）
- 平田薫
  - 「はたちの旅立ち」（2010年3月24日）
  - 「もう、会えなくななんて」（2010年10月29日）
- 平田裕香
  - 「太陽と月～てぃだ・ちぃちぃ～」（2008年1月25日）
  - 「A NEW HOPE～新たなる願い～」（2008年9月26日）
  - 「clear」(2009年1月30日)
  - 「よこがお」（2009年9月25日）
  - 「平田裕香のただしいみかた」（2010年1月29日）
- 福井未菜
  - 「ミナミの島のミナ」（2008年7月25日）
  - 「恋してミ～ナ」（2008年11月21日）
- 北條まみ
  - 「ふぁにまみ旅行」（2008年10月24日）
  - 「あまみほのか」（2009年6月26日）
- 星井愛美「あいみ独奏曲～第2楽章～」（2008年3月28日）
- ほしのあき
  - 「重罪判決」（2010年9月24日）
  - 「新婚ロマンス」（2010年6月23日）
  - 「変身～えすのあきの半生～」（2009年5月27日）
  - 「ゆめかなBest10」(2009年12月18日)
  - 「初恋」（2009年9月25日）
  - 「24着水着～水着は地球を救う～」（2007年7月23日）
  - 「ほしの万博」（2006年7月28日）
  - 「検査入院」（2006年4月26日）
- 星野香織
  - 「妄想少女～デビュー編～」（2008年8月29日）
  - 「妄想少女〜あの頃の私編〜」（2009年5月29日）

ま
- 麻亜里
  - 「まあり1/2」（2008年7月25日）
  - 「マーリの休日」（2008年11月21日）
- 松井絵里奈「恋する撫子」（2009年10月25日）
- 松岡音々
  - 「さいしょなのに…。」（2010年1月29日）
  - 「ねらわれちゃった…。」（2010年11月26日）
- 松本夏空
  - 「恋のかたち」（2008年12月19日）
  - 「君からの手紙」（2009年4月24日）
- 松山メアリ
  - 「～春の章～ 妹・日和」（2008年12月19日）
  - 「～夏の章～ひとりぼっちの…」（2009年5月29日）
  - 「～秋の章～スウィートスクールメアリー」（2010年6月25日）
  - 「～冬の章～　あなただけのドール」（2010年9月24日）
- 「ミスマガジン2009　シンデレラロード」（2009年12月19日）
- 水樹りえ「月華美人」（2008年4月25日）
- 南明奈
  - 「夢雲～お仕事ですよアッキーナ!～」（2008年5月23日）
  - 「碧空～卒業だアッキーナ!～」（2008年10月24日）
- 三原勇希「日本一のPure Lip」（2008年10月24日）
- 三宅ひとみ
  - 「三宅ひとみ特集増刊号!!!」（2010年2月26日）
  - 「大和なでしこになりたい!」（2009年1月30日）
  - 「体育会系の日々」（2009年6月12日）
- 村上友梨
  - 「シャッフル～金田一友梨の冒険～」（2010年5月28日）
  - 「僕のいもうと」（2010年8月28日）
- 望月美寿々
  - 「マガジンメイト望月美寿々」（2009年11月21日）
  - 「女子中生以上↑女子高生未満↓」（2009年7月24日）
- 森下千里
  - 「禁断症状」（2009年6月26日）
  - 「Anniversary」（2009年8月28日）
- 森はるか
  - 「Gカップマネドル」（2009年7月24日）
  - 「マガジンメイト森はるか」（2008年11月21日）

や
- 安めぐみ「癒しノススメ」（2008年5月23日）
- 山内鈴蘭 「Natural Lily」（2021年5月28日）
- 山崎真実「見つめていたい…」（2008年11月21日）
- 優木まおみ
  - 「今の私にできること」（2008年1月25日）
  - 「純潔キネマ」（2009年6月26日）
- 吉川景子「アイドル進化論90's」（2008年6月27日）

ら
- リア・ディゾン WEEKLY YOUNG JUMP PREMIUM DVD「メモリア！」（2009年9月25日）
- 玲奈「Ifもしも…」（2008年10月24日）

わ
- 鷲巣あやの
  - 「ぼたん」（2008年1月25日）
  - 「華音」（2008年5月23日）
- 渡邉幸愛
  - 「はじめまして、こうめです。」（2018年4月27日）
  - 「SHINE!」（2019年3月22日）
- 渡辺万美
  - 「恋のライバル～姉編～」（2008年8月29日）
  - 「恋のライバル～妹編～」（2009年2月27日）

#### FLASHアニメDVD
- 珍遊記 〜太郎とゆかいな仲間たち〜（原作：漫☆画太郎「珍遊記 〜太郎とゆかいな仲間たち〜」 ）
  - 第1巻（2009年6月12日）
  - 第2巻（2009年7月10日）
  - 第3巻（2009年8月7日）

- 血液型自分の説明書シリーズ
  - O型自分の説明書（2009年12月3日）
  - A型自分の説明書（2009年12月3日）
  - AB型自分の説明書（2009年12月3日）
  - B型自分の説明書（2009年12月3日）

- ぼく、オタリーマン。（2010年1月29日）
- 腐女子の品格（2010年2月26日）
- 課長の恋（2010年3月26日）

#### アニメーションDVD
- I"s Pure DVDBOX（原作：桂正和「I"s ＜アイズ＞」 2009年6月12日）
- いちご100% DVDBOX（原作：河下水希「いちご100%」 2009年6月12日）
- とんかつDJアゲ太郎

#### バラエティーDVD
- 女優おんせん（2011年4月28日、出演夕樹舞子、小室友里、瞳リョウ）

#### その他
自衛隊DVDシリーズ
- 陸上自衛隊の力／海上自衛隊の力／航空自衛隊の力（2011年9月21日）
- 知っておきたい!陸上自衛隊／知っておきたい!海上自衛隊／知っておきたい!航空自衛隊（2012年3月11日）
- 絆〜キズナノキオク〜（2012年4月25日）
- ブルーインパルス大空に挑む（2012年11月21日）
- よくわかる!陸上自衛隊／よくわかる!海上自衛隊／よくわかる!航空自衛隊（2013年5月13日）

### 携帯コンテンツ
- アイドルニッポン!! （YouTube）
- 「ベストカーモバイル」